# Astatotilapia stappersii
Astatotilapia stappersii là một loài cá vây tia trong họ Cichlidae. Con trưởng thành dài khoảng 15 cm (6 inches).